# Microhyla picta
Microhyla picta är en groddjursart som beskrevs av Ehrenfried Schenkel 1901. 
Microhyla picta ingår i släktet Microhyla och familjen Microhylidae. IUCN kategoriserar arten globalt som otillräckligt studerad. Inga underarter finns listade i Catalogue of Life.